# 東辰三
東 辰三（あずま たつみ、1900年（明治33年）7月3日 - 1950年（昭和25年）9月27日）は昭和期の作詞・作曲家。息子は作詞家の山上路夫。

## 経歴
兵庫県生まれ。本名山上松蔵。神戸高等商業学校卒業後、実家の製材所で継ぐが、音楽が諦められず音楽学校へ入学。
1925年（大正14年）、社会人アマチュアコーラスグループ「東京リーダー・ターフェル・フェライン」の結成に参加。
1935年（昭和10年）、中野忠晴にスカウトされ、コロムビア・ナカノ・リズム・ボーイズにバスとして参加。「山寺の和尚さん」の2番でソロをとっているのが彼である。
1936年（昭和11年）コロムビアレコードから伊藤久男の「別れ」で作詞家デビュー。淡谷のり子の「別れのフラ」を作詞後、1937年（昭和12年）ビクターレコードに移籍。
1938年（昭和13年）「つわものの歌」や「荒鷲の歌」を作詞作曲し、全国的に名声を得る。
その他には「国境ぶし」「お玉杓子は蛙の子」「バゴタの鐘」など100曲ほどを作る。
戦中はジャズの禁止により、コロムビア・ナカノ・リズム・ボーイズが解散。
解散後は、作曲家の腕を見込まれビクターに入社。
作品の半分近くが、自ら作詞作曲の両方を手がけたもので、戦後戦災で壊滅的な打撃を受けたビクターが復活した時の初の大ヒットである「港が見える丘」（平野愛子）やB面の「泪の乾杯」（竹山逸郎、1947年（昭和22年））のほか、平野愛子の「君待てども」「白い船のいる港」なども作詞作曲。
そのほか竹山逸郎の「泪の乾杯」「熱き泪を」「恋も泪の夜の雨」などを作曲したが、1950年（昭和25年）9月27日、脳溢血のため死去、満50歳没。